# Triângulo de Hess

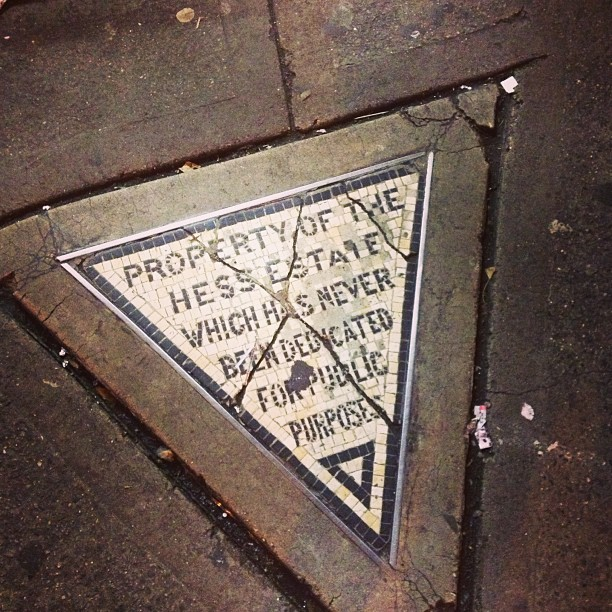
O triângulo de Hess em 2012

O Triângulo de Hess é um mosaico triangular que se encontra numa calçada no bairro de West Village, na Cidade de Nova York,  no cruzamento entre a Sétima Avenida e a Christopher Street. Na placa é possível ler: "Propriedade de Hess Estate, a qual nunca foi dedicada para fins públicos." A placa é um triângulo isósceles, com 25 1/2 polegadas (65 cm) de base e 27 1⁄2 polegadas (70 cm) de lados.
A placa é o resultado de uma disputa entre o governo municipal e o espólio de David Hess, um proprietário de Filadélfia a quem pertencia Voorhis, um prédio de apartamentos de cinco andares. Na década de 1910 a cidade reivindicou o domínio eminente para desapropriar e demolir centenas de edifícios na área, a fim de alargar a Sétima Avenida e expandir o metro IRT. De acordo com Ross Duff Wyttock, em Hartford Courant (1928), os herdeiros de Hess descobriram que, quando a cidade apreendeu Voorhis, a apreensão tinha "esquecido" este pequena parte do terreno e criaram um aviso de posse. A cidade pediu à família para doar a propriedade para o público, mas os mesmos recusaram-se e instalaram o actual e desafiador mosaico a 27 de Julho de 1922.
Em 1938, a propriedade, declarada como a menor parcela em Nova Iorque, foi vendida para a loja Village Cigars por US $1.000 (cerca de US $17.000 quando ajustado para a inflação em 2016), cerca de US $2 por polegada quadrada. Os novos proprietários deixaram a placa no local, e, em 2016, a mesma ainda permanece.

## References
1. 1 2 3 4  Kim, Betsy (4–10 de agosto de 2011). «Tiles Underfoot Recall Owner Who Put His Foot Down». The Villager. 81 (10). NYC Community Media. Consultado em 13 de setembro de 2014. Cópia arquivada em 5 de março de 2016
2. 1 2  McKinley, Jesse (16 de abril de 1995). «F.Y.I.». The New York Times. Consultado em 13 de setembro de 2014
3. ↑  «Hess Triangle». RoadsideAmerica.com. Consultado em 13 de setembro de 2014
4. 1 2  Carlson, Jen (1 de novembro de 2010). «Hess's Old Teeny Tiny Message to City». Gothamist. Consultado em 13 de setembro de 2014
5. ↑  «CPI Inflation Calculator». Consultado em 2 de junho de 2016
6. ↑  Carlson, Jen (9 de abril de 2015). «The Story Behind Hess Triangle, Once The Littlest Piece Of Land In NYC». Gothamist. Consultado em 9 de abril de 2015